# Aliments ultraprocessats
Els aliments ultraprocessats són aquells que per a la seva obtenció han passat processos de tractament industrial o bé han patit modificacions de la seva forma natural per tal de millorar o variar-ne algun aspecte. Els procediments inclouen el tractament de matèries primeres per tal d'obtenir substàncies concretes, ús de químics, potenciadors de gust, altes quantitats d'additius i conservants, colorants i generalment contenen també altes quantitats de sucres i greixos. Tot i així es pot donar un bon ús a tots aquests procediments i augmentar el potencial saludable d'alguns aliments.
Aquests aliments ultraprocessats, per tal d'arribar a més públic, generalment venen en embolcalls, envasos, entre d'altres , que resulten molt atractius a la vista per tal que cridin l'atenció del públic i els comprin.
Generalment , els productes ultraprocessats no són òptims per la salut ja que contenen altes quantitats de greixos i sucres. En alguns països resulten ser el motiu del gran augment de casos d'obesitat que hi ha hagut sobretot entre el jovent. Tot i així hi podria haver alguns casos en què els aliments ultraprocessats sí que resultessin sans per les persones, tot i que no és el cas general ni els aliments ultraprocessats que generalment trobem als supermercats.
La classificació sobre quins productes és califiquen com a ultraprocessats i quins no resulta controversial. Un dels sistemes més importants és el NOVA, però en aquest trobem els iogurts i la cansalada fumada en el mateix nivell (aliments processats). D'altra banda, seguint en aquesta classificació, tots els aliments com serien salsitxes, hamburgueses i d'altres imitacions de carn veganes es troben classificats com ultraprocessats. Per tant, aquestes classificacions que es fan es basen principalment en el procediment que han pogut de passar aquests productes per arribar al públic. Tanmateix, si el que es vol conèixer és si són o no saludables per les persones, és necessari fixar-se en els valors nutricionals indicats en l'etiqueta.

## Terminologia
Gairebé tots els aliments i begudes es processen d'alguna manera, tot i així, dins del mateix processament hi ha una gran diversitat. Per la salut humana s'han de considerar les diferències derivades del tipus, intensitat i finalitat del processament dels aliments. La classificació NOVA dividia els tipus d’aliments en tres grans grups segons el seu grau de processament. Per millorar la classificació, el 2019 es va fer una actualització que actualment és més acceptada i que separa els aliments en quatre grups. Amb aquest canvi, ara es separen els aliments processats dels ultraprocessats per marcar una distinció clara.
El primer grup es tracta d’aliments mínimament processats. Són aliments que han estat sotmesos a algun procés que no alteri substancialment les propietats nutricionals dels aliments originals que encara són reconeixibles com a tals, alhora que pretén conservar-los i fer-los més accessibles, còmodes, de vegades més segurs i més agradables al gust. Aquests processos inclouen neteja, eliminació de fraccions no comestibles, porcions, refrigeració, congelació, pasteurització, fermentació, precocció, assecat, desnatació, embotellat i envasat. La carn i la llet fresques, els grans, els llegums, els fruits secs, les fruites, les verdures, les arrels i els tubercles venuts com a tals, solen ser mínimament processats de diverses maneres.
El segon grup consta de substàncies extretes d’aliments sense processament previ o amb un mínim d’aquest. Aquests inclouen olis, greixos, farines, pastes, midons i sucres. La majoria no es consumeixen per si mateixos. Tradicionalment, són ingredients utilitzats en l'elaboració domèstica i la cuina de plats formats principalment per aliments frescos i mínimament processats.

Grup 4 de la classificació NOVA. Aliments ultraprocessats.

Pel que respecta al tercer grup, està constituït per aliments processats. Aquests inclouen verdures/llegums en conserva o embotellades en salmorra, fruita conservada en almívar, conserva de peix en oli, alguns tipus d'aliments d'origen animal processats com pernil, cansalada, pastrami i peix fumat, la majoria dels pans acabats de fer i formatges senzills als quals se’ls afegeix sal.
Finalment, trobem el grup que correspon als aliments ultraprocessats. Aquests estan formats per substàncies del segon grup a les quals no s'afegeixen o s'afegeixen quantitats relativament petites d'aliments mínimament processats més sal i altres conservants, i sovint també additius cosmètics. Aquest grup d'aliments inclou els pans, les galetes, els gelats, els bombons, les llaminadures, els cereals per a l'esmorzar, les barretes de cereals, les patates fregides, els refrescs i els snacks salats i també dolços en general. Els productes carnis com ara nuggets, hot dogs, hamburgueses i embotits elaborats amb restes de carn processades també es poden classificar com a aliments ultraprocessats.
Els aliments ultraprocessats són bàsicament elaboracions amb ingredients del segon grup, normalment combinats amb un ús racional d'additius, per fer-los comestibles, agradables al gust i que creïn hàbits de consum. No tenen cap semblança real amb els aliments mínimament processats, tot i que es poden donar forma, etiquetar i comercialitzar per semblar saludables i frescos. Aquests estan pensats per trobar-se disponibles per menjar (de vegades amb addició de líquid com la llet) o llestos per escalfar sense cap altra mena d'elaboració, i sovint es consumeixen sols o combinats.

### Aliments ultraprocessats vs. Menjar porqueria

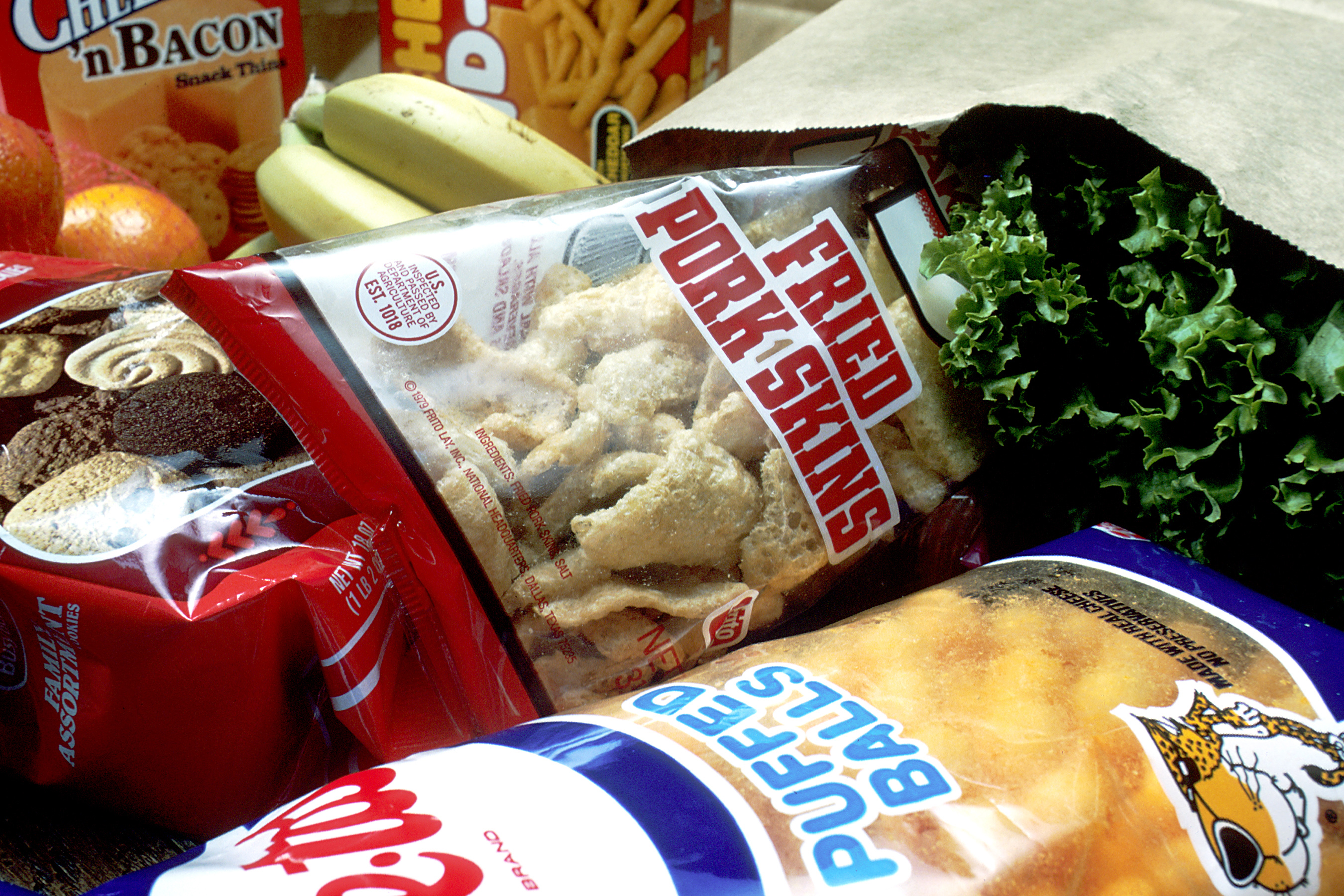
Aliments ultraprocessats que no són sans per la salut i esdevenen menjar porqueria.

Tot i que aquests dos termes es solen utilitzar de manera indistinta, hi ha matisos que s'han d'aclarir perquè les diferències entre termes existeix.
El terme menjar porqueria fa referència a aliments o menjars preparats amb alt contingut calòric, greixos, sucre o sal, però poc valor nutricional. Alguns exemples serien hamburgueses, patates fregides o refrescs sucrosos. No necessàriament estan industrialitzats o ultraprocessats, és a dir, una fritura o una pizza fetes a casa amb excés de greix o ingredients que no aportin nutrients essencials per la nutrició es consideraria menjar porqueria. Mentre que els aliments ultraprocessats són productes industrials elaborats amb ingredients processats i que contenen pocs o cap aliment fresc. Dins d’aquest grup també trobem productes amb elevades quantitats de greixos, sucre o sal; però existeixen aliments ultraprocessats amb un potencial saludable (com els substitutius vegans de la carn o les formulacions pel biberó dels infants).
Tot el menjar porqueria es considera dolent en cert grau per l'alimentació, però no tots els aliments ultraprocessats tenen perquè ser-ho.

## Composició

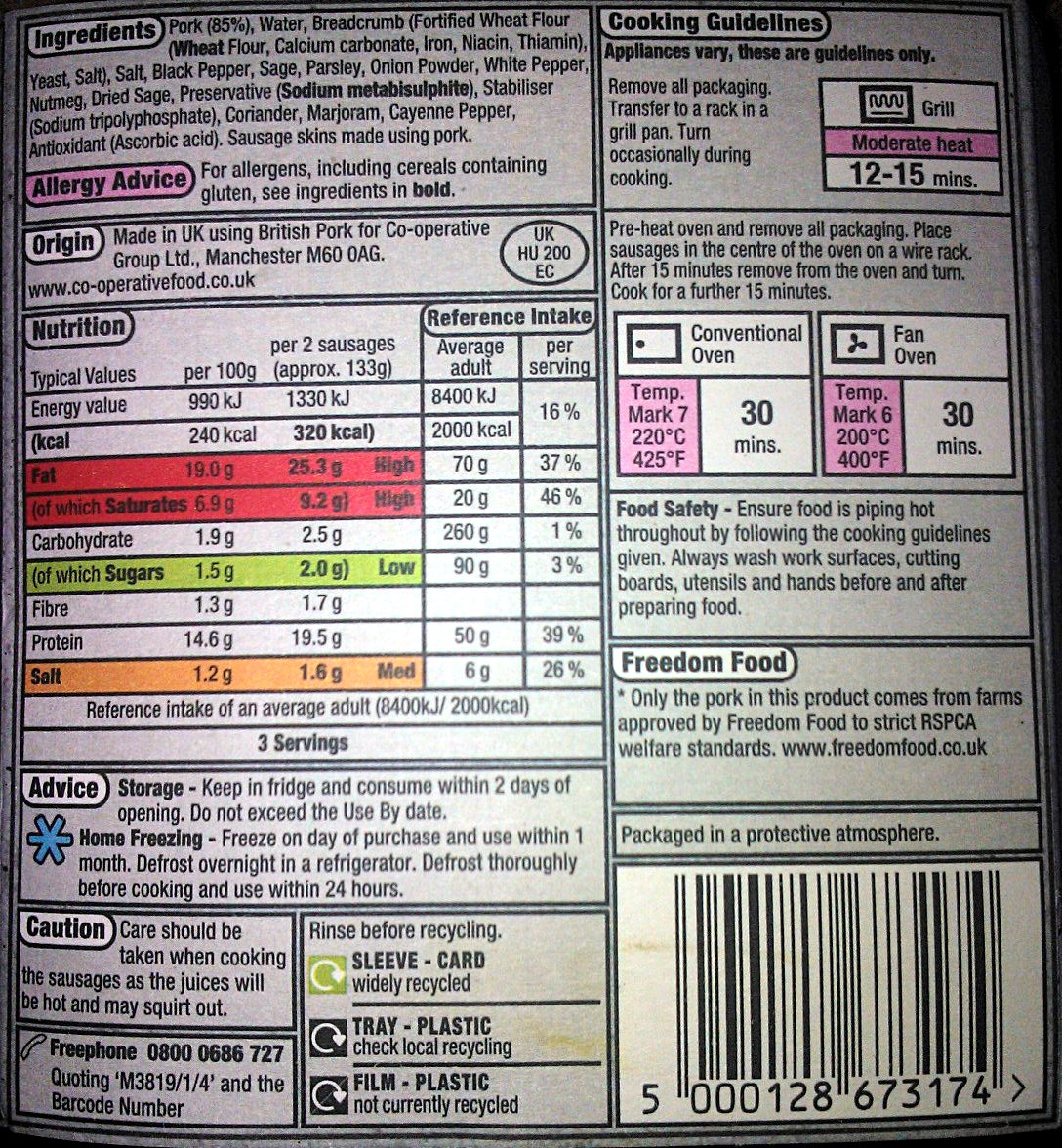
Etiqueta amb ingredients d'un paquet de salsitxes. S'hi poden observar diferents tipus d'additius alimentaris i una alta quantitat de greixos saturats.

El conjunt d’aliments ultraprocessats és un grup molt divers que abasta des de snacks dolços o salats fins a substitutius vegans de la carn. Per aquesta raó, la seva composició és molt variada entre els diferents elements del conjunt. Malgrat això, existeix un seguit d’ingredients o additius que solen trobar-se a la majoria d’aliments.
Els ingredients refinats solen ser afegits per tal de millorar les propietats organolèptiques dels aliments de base o per ajudar a cohesionar els ingredients preexistents durant un procés industrial. Dins d’aquests trobem: farines refinades (per exemple la farina de blat de moro usada en productes sense gluten), sucres afegits (com la dextrosa), olis i greixos refinats (contenen àcids grassos trans) i midons modificats (utilitzats com espessidors o texturitzants).
Sovint també trobem additius industrials afegits. En aquest grup hi ha els conservants, que serveixen per prolongar la vida útil (com el benzoat sòdic o els nitrats); els colorants, que poden ser naturals o artificials i milloren l’aspecte del producte (com la tartrazina); els saboritzants, que potencien el sabor (com el MSG); els estabilitzants i emulsionants (com la lecitina de soja); els edulcorants artificials (com l’aspartam) i els aromatitzants, que intenten imitar sabors naturals. Entre tots aquests additius, és preocupant l'elevada quantitat de sodi que poden contenir els ultraprocessats ja que aquest, en combinació amb els greixos i carbohidrats, augmenta el risc de desenvolupar malalties cardiovasculars o obesitat.
Com a resultat de la barreja de tots aquests components, el producte final acaba tenint una alta densitat energètica (moltes calories per porció), baixa qualitat nutricional (deficiència en fibra, vitamines i minerals essencials) i un elevat contingut de sodi, sucres i greixos refinats.

## Processos d'elaboració
El procés d'elaboració d'aquests aliments ultraprocessats es basa a realitzar una sèrie de transformacions industrials complexes, en les quals s'altera profundament la composició original dels ingredients per produir aliments que siguin atractius per al consumidor, que durin més temps i que solen ser ràpids o fàcils de consumir. Aquests processos inclouen diferents etapes, que variaran segons el tipus de producte que es vulgui produir, però en general segueixen un patró comú d'alta industrialització i manipulació química i física dels ingredients.

### Selecció de matèries primeres refinades
Els aliments ultraprocessats solen partir de matèries primeres bàsiques com cereals, carn o llet (com a exemples), però en una forma molt refinada. Aquestes se seleccionen en funció de la facilitat de manipulació en l'àmbit industrial i el seu baix cost de producció. Alguns exemples de matèries primeres serien: els cereals refinats, que s'utilitzen en lloc de cereals integrals o farines refinades de blat o arròs, majoritàriament han perdut una gran part del seu contingut en fibra i micronutrients durant les diverses etapes; també s'utilitzen sucres refinats i olis refinats que parteixen d'olis vegetals, com el de soja que al tractar-los els sotmeten a processos d'hidrogenació per millorar-ne la textura i l'estabilitat generant greixos trans, els quals són perjudicials per a la salut.

### Modificació física dels ingredients
Un cop seleccionades les matèries primeres aquestes són sotmeses a processos físics que modifiquen la seva estructura i propietats. Habitualment, aquests processos són la molta i refinament, l'extrusió i la deshidratació i liofilització. Per una banda, la molta i refinament es basen en el cas del cereal a moldre les llavors fins a obtenir farines molt fines eliminant capes exteriors i només deixant l'endosperma que és el menys nutritiu. Per una altra banda, l'extrusió es basa a passar per una màquina extrusora de pressió i temperatura la massa o puré de l'ingredient (per exemple patata) i fer-ne formes definides com a flocs, palets o altres formes, modificant així la textura donant així productes esponjosos o cruixents, aquest és un dels més comuns en aliments com els cereals per esmorzar, snacks o productes basats en patates. Finalment, l'altre procés més comú és la deshidratació i liofilització, les quals es basen a eliminar l'aigua per fer que els aliments per allargar la seva vida útil, en el cas de la liofilització en congelar-se primer i després eliminar l'aigua per sublimació permet mantenir millor la textura i els nutrients.

### Addició de substàncies químiques
Una de les característiques més destacades dels aliments ultraprocessats és la seva alta quantitat d'additius artificials que s'utilitzen per millorar-ne el sabor la textura, l'aspecte i la vida útil dels quals els més utilitzats són els conservants, els potenciadors de sabors, emulsionants i colorants. Alguns tenen funcions més enfocades a fer el producte més atractiu i apetitós per al consumidor com els potenciadors de sabor com el glutamat monosòdic (MSG) que permeten intensificar el sabor dels aliments i els colorants que es fan servir per donar color. Mentrestant, alguns altres se centren més a alterar l'estructura o propietats dels aliments per donar-los alguna qualitat com els conservants que s'utilitzen per prevenir la degradació microbiana i augmentar la vida útil sent un exemple els nitrats i nitrits que són comuns en les carns i embotits i els emulsionants i estabilitzants com els monoglicèrids i diglicèrids d'àcids grassos que serveixen per mantenir units ingredients que no es barregen bé com l'aigua i els greixos.

### Processament tèrmic i químic
Els processaments tèrmic i químics són unes de les etapes que modifiquen profundament les característiques originals dels ingredients, tot i que hi ha moltes tècniques per realitzar aquestes modificacions les més habituals són, per una banda, la cocció a alta temperatura, que es fa servir per donar textura cruixent en aliments com patates fregides, snacks o galetes, però té l'inconvenient que poden generar compostos altament nocius com acrilamides; per l'altra banda hi ha la hidrogenació parcial d'olis, procés pel qual converteixen olis vegetals líquids en greixos sòlids millorant la textura del producte i la seva capacitat de conservació, però amb el desavantatge que generen greixos trans els quals estan relacionats amb malalties cardiovasculars. A més, també hi ha la fermentació controlada on es modifica la textura o els sabors, un exemple serien l'elaboració dels embotits.

### Addició excessiva de sucre, sal i greixos
Un dels principals problemes dels aliments ultraprocessats és que contenen sal, sucre o greixos en excès, els quals estimulen el plaer gustatiu i fa que siguin molt palatables, però poden comportar molts problemes de salut sobretot cardiovasculars. Els principals serien els sucres afegits com la glucosa i altres edulcorants que milloren el gust dolç, però contribueixen al desenvolupament de malalties com diabetis tipus 2. A part dels sucres també tindríem per un costat els greixos saturats i trans que solen ser molt abundants en aquests aliments, contenen moltes calories i també s'han relacionat amb malalties cardiovasculars. Per l'altre costat, hi hauria la sal que s'usa com conservant i potenciador, però en estar en concentracions elevades contribueix a la hipertensió i altres problemes cardiovasculars.

### Disseny organolèptic i millora del sabor
A l'hora de crear un aliment ultraprocessat per assegurar que aquest sigui atractiu, apetitós i addictiu el que fan les indústries alimentàries és combinar les proporcions òptimes de greixos, sucres i sals, conegut com a bliss point o punt de felicitat, les quals estimulen el sistema de recompensa del cervell per produir una sensació de plaer podent arribar així a incitar una addicció. Aquest bliss point s'aconsegueix amb unes textures agradables com poden ser textures cremoses, cruixents o esponjoses que agraden al consumidor i que costen molt d'aconseguir amb aliments naturals o mínimament processats i també amb sabors artificials que simulen el gust d'aliment natural com fruites.

### Embalatge i comercialització
L'últim procés però no per això menys important, sinó que a més moltes vegades pot ser la clau de l'èxit en les indústries alimentàries és l'embalatge i com es comercialitza. Les indústries solen realitzar dissenys que ressalten les propietats aparentment saludables de producte com ara "baix en greixos" o "sense gluten" i envasos que són atractius per al consumidor. L'envàs no només té la funció de ser estèticament atractiu sinó la funció tècnica d'ajudar a prolongar la vida útil del producte.

## Control microbiològic
En el control microbiològic es tracten diverses tècniques que poden ser emprades per tal de controlar que els aliments que arriben als consumidors no es vegin contaminats per microorganismes que podrien resultar perjudicials contra la salut de les persones.
L'ús de microorganismes en el processament dels aliments ultraprocessats és una de les grans implicacions que té la biotecnologia en aquest àmbit. Poden ser emprats en diferents aspectes que passen desde la conservació, producció de productes amb altres qualitats no presents en el producte sense processar, higenització, entre d'altres.
Tot i així un dels objectius que té la biotecnologia amb l'ús d'aquests microorganismes és millorar el control dels processos, la qualitat dels aliments, la consistència i l'eficiència del procés.
En el procés de generar aliments ultraprocessats és necesari aplicar diversos tractaments com la pasteurització, tractaments tèrmics i higenitzacions, aquests són necessaris per tal de poder eliminar bacteris perjudicials per la salut de les persones, d'aquesta manera s'ha d'assegurar que quan un producte arriba a mans del consumidor es trobi en bones condicions per poder ser consumit sense cap tipus de problema. Cal remarcar que això no implica que siguin sans en l'àmbit nutritiu, només assegura que no seran portadors de materia en mal estat o de cap microorganisme que pugui resultar nociu pels humans.

### Mesures preventives

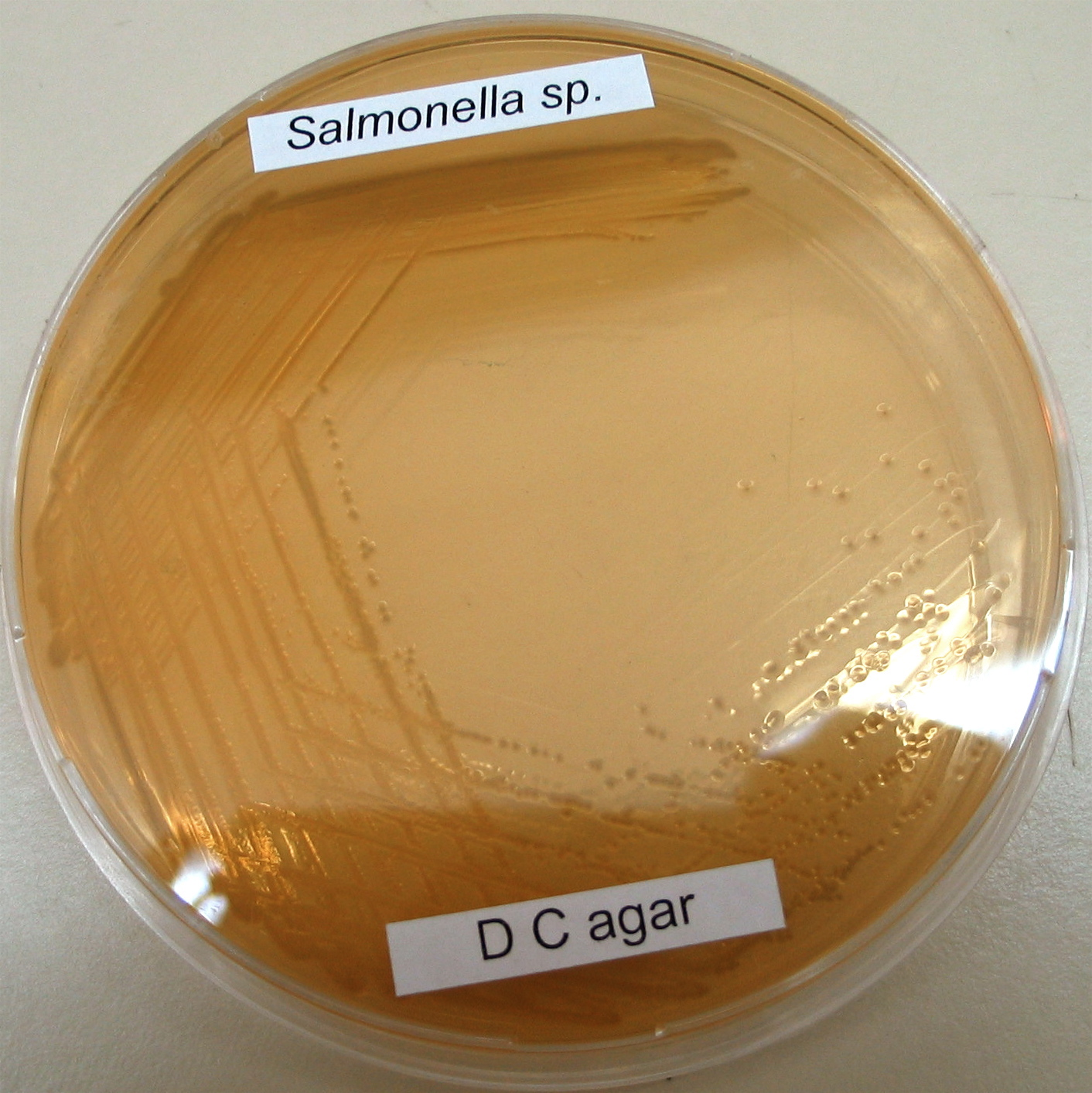
Imatge sobre com es veuria una placa en cas d'infecció. En aquest cas Salmonella.

És necessari realitzar una avaluació de la contaminació microbiana dels aliments ultraprocessats. Per tant, s'ha de dissenyar un protocol d'anàlisi on s'han de valorar tres factors principalment: com es realitza el mostreig, quin mètode es segueix i quins medis de cultiu es faran servir per tal d'avaluar la possible contaminació microbiològica que hi hagi en aquests ultraprocessats.
Els mètodes de mostreig poden ser tant en aire: sedimentació en superfície o bé impacte en medi sòlid, com en superfície: mètodes de contacte, mostreig amb escovillons, anàlisi de les aigües emprades per esbandir superfícies, mètodes de bioluminescència o per mitjà d'anàlisi de sòlids dipositats.
En el protocol de mostreig s'ha de valorar el tipus de mostrejador, el lloc o els llocs de mostreig (és igual d'important tenir en compte la possible contaminació en el lloc on es tracta l'ultraprocessat com els llocs en els quals viatja i els voltants del lloc on es fabrica) i el nombre de mostres juntament amb la freqüència de presa de mostres.
També és necessari que hi hagi uns límits microbiològics, són el nombre crític de contaminants i depenen de la instal·lació i de les operacions que es realitzen, el fet de no sobrepassar aquest límits assegura que els aliments ultraprocessats tècnicament no poden produïr una infecció per causa d'aquell patògen o d'aquells patògens que s'estan analitzant.
Per la interpretació dels resultats dels límits microbiològic es segueixen les pautes marcades segons el tipus d'ultraprocessat dictades per les autoritats sanitàries. Ja que hi influeixen factors com la caducitat, la conservació una vegada obert, si s'ha de posar a la nevera o si abans de ser consumit ha de ser cuinat o altres (generalment en ultraprocessats aquest últim pas no és habitual).

### Mesures correctores
Aquestes mesures correctores són importants per tal de gestionar els aliments ultraprocessats una vegada generats o bé per tractar els ingredients primaris prèviament abans d'utilitzar-los. En aquest àmbit hi trobem diferents tipus de tractaments tèrmics (un augment de la temperatura pot acabar amb molts microorganismes sensibles als canvis de temperatura) ja siguin per esterilització, pasteurització o bé irradiació (aquest últim no es permet en tots els països i el seu ús ha de ser justificat i no haver-hi altres mètodes possibles que el puguin substituïr).
El problema que presenten la pasteurització igual que la esterilització és que poden tenir efectes negatius sobre els nutrients i les característiques organolèptiques dels aliments i és per aquest motiu que aquesta secció de mesures correctives s'està investigant actualment per tal d'ampliar-lo buscant tècniques que no es trobin basades en l'ús de calor.
Els nous hàbits en l'alimentació provoquen que els consumidors siguin cada vegada més exigents amb la qualitat dels productes que compren, moltes vegades això recau en el fet que no portin additius i que tinguin els nivells de qualitat microbiològica més elevats. Per aquest motiu, tal com s'ha expressat anteriorment, és necessaria la investigació en aquest camp.

### Mesures per al control del creixement
Per al control del creixement de microorganismes s'han desenvolupat diverses tècniques.

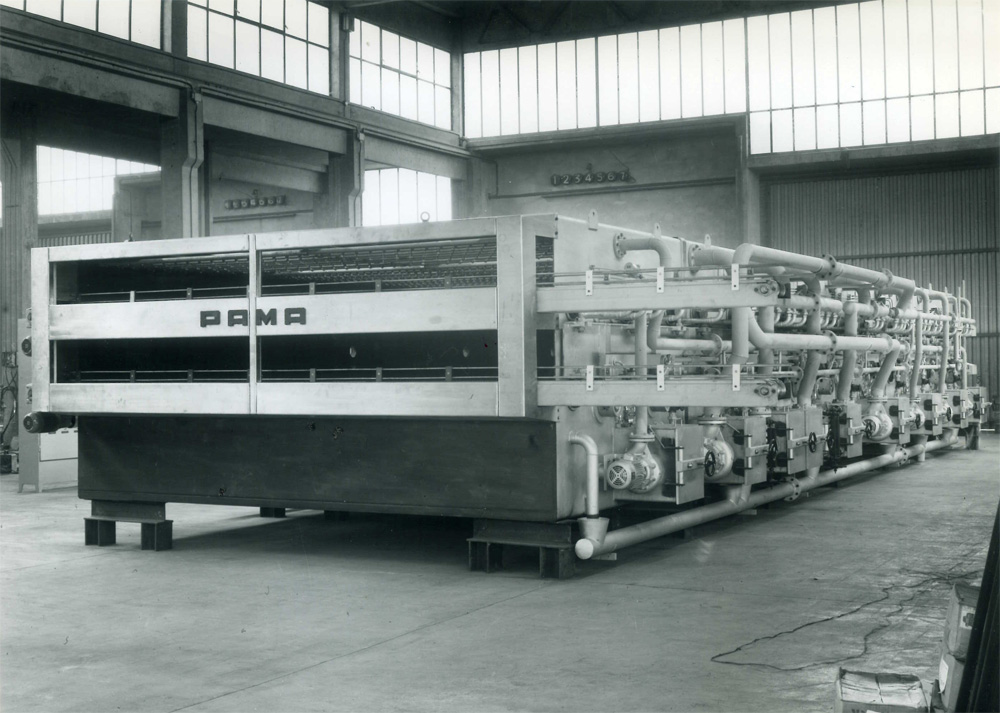
Antiga màquina emprada per la pasteurització.

Entre elles hi trobem la refrigeració, en aquesta el fet de conservar els aliments a baixes temperatures promou el fet que els microorganismes no hi puguin créixer (almenys no en el mateix nivell que ho farien en el cas de trobar-se a temperatura ambient). També relacionat amb la temperatura hi trobem l’activitat de l’aigua, fer que hi hagi menys quantitat d’aigua disponible pels microorganismes també en reduirà el creixement d’aquests en els aliments i  una manera d’aconseguir això és modificant la temperatura.
La modificació del Ph també podria ser un factor que ajudés a la conservació dels aliments ultraprocessats, concretament l’acidificació. Això és degut al fet que l’organisme dels humans tolera millor Ph baixos (àcids) que no pas alts (bàsics) degut a que en el nostre interior entre d'altres hi trobem els sucs gàstrics per ajudar a la digestió i són àcids.
Generar atmosferes modificades pot contribuïr a que els microorganismes no creixin sobre els aliments ultraprocessats ja que en crear el buit, per exemple, el que s'aconsegueix és que no hi hagi disponibilitat d’oxigen de tal manera que tots aquells microorganismes aeròbics ja no podran créixer.
Finalment trobem els conservants, que són substàncies que no es consideren aliments ja que no es poden prendre per si soles per tal de nodrir una persona, simplement el que fan és ajudar a mantenir la qualitat i les característiques dels aliments, en aquest cas ultraprocessats durant més temps.

## Aspectes culturals, econòmics i polítics

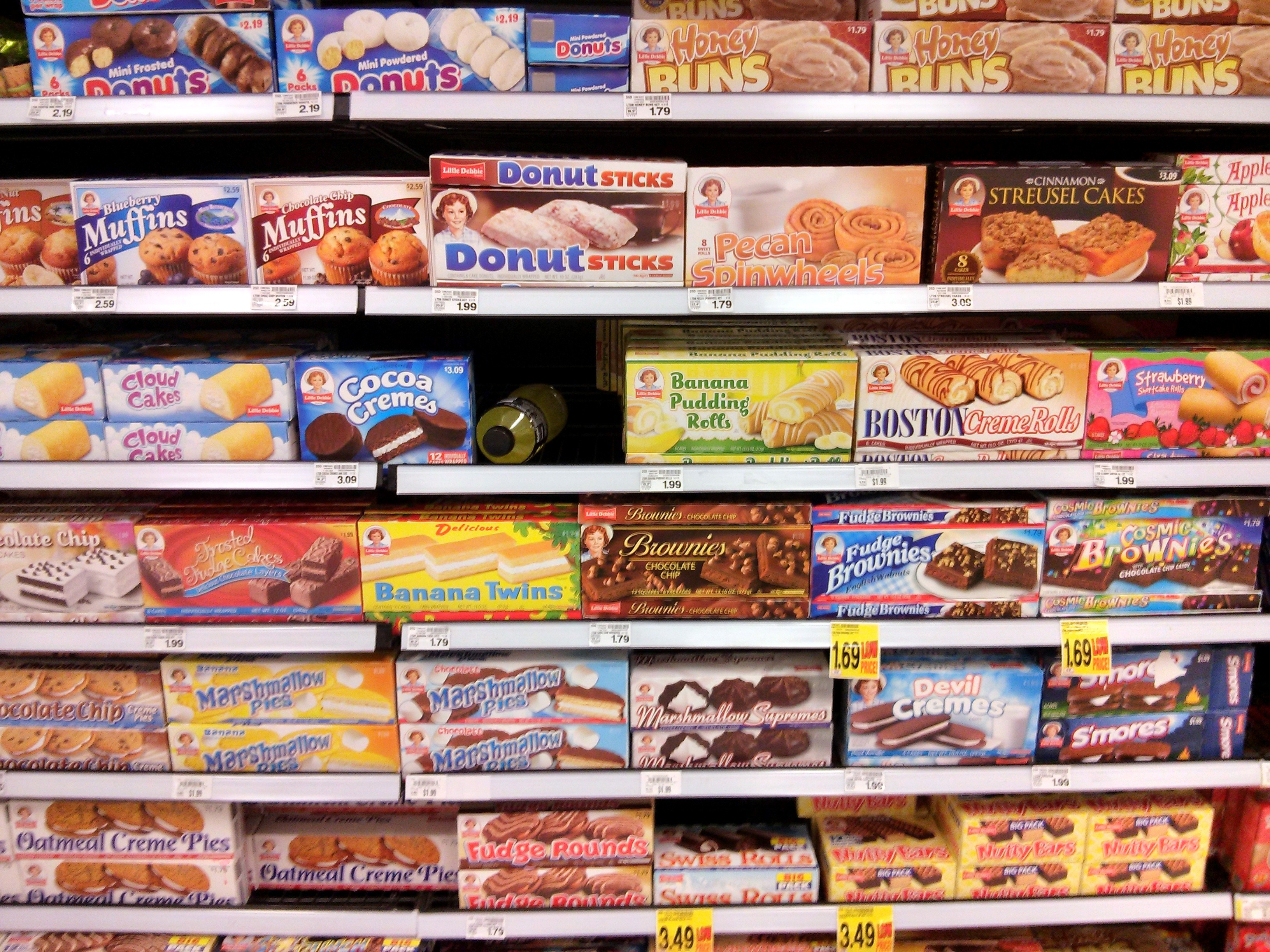
Prestatge d'un supermercat ple d'aliments ultraprocessats.

Els aliments ultraprocessats tenen un gran impacte en la cultura local i nacional, en l'economia i política a escala global i en la nostra salut. Pel que fa a la salut, aquests aliments han fet que moltes regions que es basaven en dietes molt saludables i equilibrades com la Mediterrània, hagin passat a alimentar-se bàsicament d'aquests productes que a part d'aportar una pitjor alimentació contribueixen a tenir problemes de salut, com obesitat i malalties cròniques, els quals generen costos significatius, especialment aquells països en què no hi ha sanitat pública o no tenen assegurança mèdica.
Culturalment, les grans corporacions transnacionals que es dediquen a produir tots aquests aliments, substitueixen els costums alimentaris tradicionals mitjançant estratègies de promoció com el "snacking". D'aquesta manera el que acaben fent és uniformitzar els hàbits de consum que tenen les persones, deixant de banda els costums locals, com els menjars compartits amb família que són una part molt important de la mateixa cultura en molts països. A més, aquestes corporacions generen una falsa sensació de varietat mitjançant campanyes massives de màrqueting en què se centren a fer veure al consumidor jove que aquestes tradicions són obsoletes i avorrides.
Les grans corporacions d'aliments ultraprocessats operen en oligopolis a gran escala, utilitzant ingredients barats i desplaçant els negocis locals que es basen en aliments frescos o mínimament processats. A part d'això, moltes d'aquestes corporacions estan sostingudes per acords de lliure comerci que fomenten la generació d'aquells monocultius, però no només per a produir les seves matèries primeres sinó també amb fins d'exportació, els quals perjudiquen les economies rurals i augmenten la inseguretat alimentària d'aquestes comunitats vulnerables.
A més, en l'àmbit polític aquestes transnacionals han guanyat molt poder, fins a arribar al punt en què limiten la capacitat que tenen els governs per poder regular els seus productes i promoure polítiques que afavoreixin altres varietats d'aliments com els aliments mínimament processats o naturals.

## Controvèrsia
El debat sobre la salubritat i les quantitats a consumir per minimitzar els seus efectes adversos és recurrent a la societat en què vivim, però a més d'això hi ha altres factors a considerar. Per una banda, hi ha estudis poblacionals que indiquen una addicció del 12% dels infants i el 14% d'adults per aquests productes. Aquest fet ocasiona un augment significatiu en els casos d'obesitat i malalties cardiovasculars.
Per l'altra banda, trobem els seus preus, que els converteixen en aliments de fàcil accés per les persones amb disponibilitat econòmica reduïda. Gràcies a la seva composició rica en calories i els baixos preus, moltes persones amb recursos limitats acudeixen a aquesta classe de productes com a mena principal de nutrició. És per aquesta raó que pot resultar polèmica una llei que augmenti les taxes aplicades sobre els aliments ultraprocessats com a mesura dissuasiva pel seu consum. Per tant, la legislació a aplicar per combatre algunes de les conseqüències de la ingesta continuada d'aquests productes és encara una problemàtica que s'ha d'abordar.
Sobre la controvèrsia, el Canal Salut de la Generalitat de Catalunya i altres fòrums especialitzats en gastronomia ofereixen com a solucions l'educació en una alimentació saludable als nadons i infants, retornar a la compra dels aliments bàsics i recuperar les preparacions gastronòmiques del nostre entorn o innovar sobre aquestes. Tot i així, no s'adreça la problemàtica que esdevé del context socioeconòmic dels consumidors.